# Diecezja Zhengzhou
Diecezja Zhengzhou (łac.: Dioecesis Cemceuvensis, ang. Diocese of Zhengzhou) – katolicka diecezja w Chińskiej Republice Ludowej. Siedziba biskupa znajduje się w katedrze w Zhengzhou. Jest sufraganią archidiecezji Kaifeng. 

## Historia
- 11 kwietnia 1946. - utworzenie diecezji Xinyang

## Główne świątynie
- Katedra w Zhengzhou